# Lady Evelyn-Smoothwater Provincial Park
Lady Evelyn-Smoothwater Provincial Park är en park i Kanada.   Den ligger i provinsen Ontario, i den sydöstra delen av landet, 400 km nordväst om huvudstaden Ottawa. Lady Evelyn-Smoothwater Provincial Park ligger 380 meter över havet.
Terrängen runt Lady Evelyn-Smoothwater Provincial Park är platt åt nordost, men åt sydväst är den kuperad. Trakten runt Lady Evelyn-Smoothwater Provincial Park är nära nog obefolkad, med mindre än två invånare per kvadratkilometer.. Det finns inga samhällen i närheten. 
I omgivningarna runt Lady Evelyn-Smoothwater Provincial Park växer i huvudsak blandskog.